# Ley del Parlamento de 1949
La Ley del Parlamento de 1949 (12, 13 y 14 Geo. 6. c. 103) es una ley del Parlamento del Reino Unido. Redujo la facultad de la Cámara de los Lores para retrasar ciertos tipos de legislación, en concreto, proyectos de ley públicos distintos de los proyectos de ley financieros, mediante la modificación de la Ley del Parlamento de 1911.
Tras la elección del Partido Laborista en 1945, el gobierno de Attlee temía que la Cámara de los Lores retrasara su programa de nacionalización. En particular, temía que los pares rechazaran el Proyecto de Ley del Hierro y el Acero. Para resolver el problema, la Cámara de los Comunes aprobó el Proyecto de Ley del Parlamento en 1947, pero no fue hasta diciembre de 1949 que la ley recibió la sanción real, según las disposiciones de la Ley del Parlamento de 1911.
Esta ley se interpreta como una sola con la Ley del Parlamento de 1911. Esta ley, y aquella ley, pueden citarse juntas como las "Leyes del Parlamento de 1911 y 1949".